# Julius Sturm
Julius Carl Reinhold Sturm (21. juli 1816 i Köstritz i Reuss - 2. maj 1896 i Leipzig) var en lyrisk digter.
Han studerede teologi i Jena 1837—41, var derpå i et par år huslærer i Heilbronn og blev så guvernør hos prins Heinrich XIV Reuss-Schleiz i Meiningen. Senere virkede han som præst først i Göschitz, senere i sin fødeby. Hans digtning har en religiøs farve — for eksempel Gedichte (1850), Fromme Lieder, Neue fromme Lieder.
Fremdeles har han blandt andet udgivet Kinderlieder, Immergrün og Aufwärts. I hans rige produktion blander sig også mere verdslige toner. Hans følelsesfuldt bevægede sind giver hans lyrik et personligt præg. Hans søn August Sturm har også skrevet digte, der dog adskiller sig fra faderens ved deres humoristiske anslag.